# Ansambel Unikat
Ansambel Unikat je slovenska narodnozabavna zasedba iz Gorice pri Slivnici. 
Ansambel deluje od leta 2000.

## Člani

### Sedanji[1]
- Davor Pušnik (harmonika, vokal)
- Andreja Črešnar (vokal)
- Matic Supovec (kitara, vokal)
- Andrej Sluga (kitara)
- Bojan Kene (bas, bariton)

### Nekdanji
- Luka Polenšek (kitara)
- Špela Žafran (vokal)
- Uroš Tašner (bas, bariton)

## Diskografija
- Prešmentana ljubezen (2001)
- Ne cukaj me za kitki (2004)
- Glej, tu si doma (2006)
- Dolgo pričakovani (2013)